# روي ويلكينز
روي ويلكينز (بالإنجليزية: Roy Wilkins)‏ هو صحفي أمريكي، ولد في 30 أغسطس 1901 في سانت لويس في الولايات المتحدة، وتوفي في 8 سبتمبر 1981 في نيويورك في الولايات المتحدة.
كان ويلكينز شخصية أساسية في المواكب البارزة لحركة الحقوق المدنية. وقدم مساهمات قيمة في الأدب الأمريكي الأفريقي، وعلا صوته لدعم الجهود في النضال من أجل المساواة. لامس سعيه للعدالة الاجتماعية حياة الجنود القدامى وأعضاء الخدمة النشطين من خلال جوائزه وتقديره لأفراد الجيش المثاليين.

## النشأة
ولد ويلكينز في سانت لويس (ميسوري) في 30آب/أغسطس عام 1901. لم يحضر والده ولادة ابنه، بعد أن فر من المدينة خوفا من الإعدام بعد رفضه مطالب التراجع والاستسلام لرجل أبيض. توفيت والدته بسبب السل عندما كان عمره أربع سنوات، فتولى عمه وعمته في حي روندو في سانت بول (مينيسوتا) تربيته وإخوته، حيث التحقوا بالمدارس المحلية. وكان ابن أخته روجر ويلكينز. تخرج ويلكينز من جامعة مينيسوتا وحصل على شهادة في علم الاجتماع في عام 1923.
تزوج من العاملة الاجتماعية أميندا «ميني» بادو في عام 1929. لم يحظَ الزوجان بأطفال من نسلهم، لكنهم قاموا بتربية طفلي هيزيل ويلكنز كولتون، وهي كاتبة من فيلادلفيا في بنسلفانيا.

## بدايات مهنية
عمل ويلكينز –أثناء ارتياده الجامعة- كصحفي في صحيفة «ذا مينيسوتا ديلي» وأصبح رئيس تحرير صحيفة «ذا أبيل» الأمريكية الأفريقية، وعمل بعد تخرجه كرئيس تحرير لصحيفة «ذا كول» في عام 1923.
شكلت مجابهته لقوانين جيم كرو بداية عمله كناشط، وانتقل في عام 1931 إلى مدينة نيويورك ليعمل كمساعد سكرتير في الجمعية الوطنية للنهوض بالملونين في عهد والتر فرانسيس وايت. حل ويلكينز محل ويليام إدوارد دو بوا كرئيس لمجلة «ذا كرايسيس» عندما ترك دو بوا المنظمة في عام 1934، وهي المجلة الرسمية للجمعية. وترأس ويلكينز التعبئة الوطنية للحقوق المدنية في حالات الطوارئ والتي تضم أكثر من 100 مجموعة محلية ووطنية من عام 1949 وحتى عام 1950.
عمل كمستشار في وزارة الحربية خلال الحرب العالمية الثانية.
عمل ويلكينز مع أ. فيليب راندولف مؤسس أخوية عمال النقل وأرنولد أرونسون قائد المجلس القومي الاستشاري لعلاقات الجماعة اليهودية على تأسيس مؤتمر القيادة للحقوق المدنية (إل سي سي أر) ومن ثم أصبح المؤتمر أول ائتلاف للحقوق المدنية، ونسق الحملة التشريعية الوطنية لمصلحة كل قوانين الحقوق المدنية الرئيسية منذ عام 1957.

## قيادة الجمعية الوطنية للنهوض بالملونين
اُختير روي ويلكينز ليكون السكرتير التنفيذي للجمعية الوطنية للنهوض بالملونين في عام 1955، وأصبح مديرها التنفيذي في عام 1964. وقد اكتسب سمعة ممتازة بصفته ناطق دقيق عن حركة الحقوق المدنية. بدأ ضمن نشاطاته الأولى بتقديم الدعم لنشطاء الحقوق المدنية في ولاية ميسيسيبي الذين تعرضوا «لتضييق الائتمان» من قبل أعضاء مجالس المواطنين البيض.
أيد ويلكنز اقتراح الدكتور ت. ر. م. هوارد من موند بايو، في ولاية ميسيسيبي، والذي ترأس المجلس الإقليمي لقيادة الزنوج، وهي منظمة قيادية في مجال الحقوق المدنية في الولاية. وحوّلت تجارة السود والجمعيات التطوعية –بموجب الخطة- حساباتها إلى بنك تراي ستيت في ممفيس في ولاية تينيسي. وأُودع بحلول نهاية عام 1955، حوالي 300000 دولار في بنك تراي ستيت لهذا الغرض.
مكنت هذه الأموال بنك تراي ستيت من تقديم القروض لذوي البشرة السوداء الجديرين بالثقة والذين حُرموا من القروض من بنوك ذوي البشرة البيضاء. شارك ويلكينز في مسير واشنطن (آب/أغسطس 1963) والذي شارك أيضا في تنظيمه. كرس هذا المسير فكرة الاحتجاج من خلال أنشطة اللاعنف، وهو شيء آمن فيه روي ويلكينز بشدة. كما شارك ويلكنز في مسيرات «من سيلما إلى مونتغومري» (عام 1965)، و«مسير ضد الخوف» (عام 1966).
آمن ويلكينز بتحقيق الإصلاح عن طريق الوسائل التشريعية، وأدلى بشهادته أمام العديد من جلسات الاستماع في الكونجرس واجتمع مع الرؤساء كينيدي وجونسون ونيكسون وفورد وكارتر. أكسبت هذه الإنجازات ويلكينز الاهتمام من قبل المسؤولين الحكوميين وغيرهم من السياسيين القائمين، مما أكسبه الاحترام وكذلك لقب «سيد الحقوق المدنية». عارض ويلكينز بشدة النزعة القتالية في حركة الحقوق المدنية التي أظهرتها «القوة السوداء» بسبب مبادئه اللاعنفية.
انتقد العنصرية بشدة وبكل أشكالها بغض النظر عما إذا كانت على أساس العقيدة أو اللون أو الدوافع السياسية، وأعلن أيضا أن العنف والفصل العنصري بين السود والبيض ليسوا حلولا. انتقد ويلكنز في أواخر عام 1962 طرق الإجراءات المباشرة لحركة فريدوم رايدرز، لكنه غير موقفه بعد حملة برمنغهام، واُعتقل لقيادته مظاهرة في عام 1963.
كان ويلكينز عضوا في أوميغا ساي فاي، وهي أخوية تركز على الحقوق المدنية وواحدة من الأخويات عبر الكليات التي أُنشئت للأمريكيين من أصل أفريقي.
حصل على ميدالية سبينغارن من الجمعية الوطنية للنهوض بالملونين في عام 1964.
لعبت الجمعية دورا مهما -أثناء إدارته- في قيادة الأمة نحو حركة الحقوق المدنية وعززت الجهود التي أدت إلى انتصارات كبيرة في الحقوق المدنية، بما في ذلك مجلس براون ف. للتعليم وقانون الحقوق المدنية لعام 1964 وقانون حقوق التصويت لعام 1965.
كان ويلكينز أيضا رئيسا للوفد الأمريكي إلى المؤتمر الدولي لحقوق الإنسان في عام 1968. وواجه بعد أن أتم عامه السبعين في عام 1971 دعوات للتنحي عن رئاسة (إن إي إي سي بي). حدث نزاع بينه وبين أعضاء المجلس لم يكشف عنه في المؤتمر الوطني للجمعية في ممفيس في تينيسي، وعلى الرغم من نيته التقاعد في تلك السنة إلا أنه أجّل ذلك حتى عام 1977 لاعتقاده أن خطة المعاش التقاعدي التي قدمت له من الجمعية كانت غير كافية.
طالب إيميت دوغلاس عضو مجلس الإدارة من لويزيانا، ويلكينز الإفصاح عن المذنبين وليس الطعن بالمجلس ككل. قال ويلكينز فقط أن المسيئين «شوهوا» سمعته وشككوا في صحته ونزاهته.
تقاعد ويلكينز أخيرا من الجمعية عندما بلغ 76 من العمر في عام 1977، وخلفه بنيامين هوكس. كُرّم بلقب المدير الفخري للجمعية في العام نفسه. توفي في 8 أيلول/سبتمبر عام 1981 في مدينة نيويورك بسبب مشاكل في القلب تتعلق بجهاز تنظيم ضربات القلب الذي زُرع فيه في عام 1979 بسبب ضربات قلبه غير المنتظمة. نُشرت سيرته الذاتية بقلمه«القيام سريعا: السيرة الذاتية لروي ويلكينز» بشكل أخير في عام 1982.

## الآراء
كان ويلكينز ليبراليا قويا ونصيرا للقيم الأمريكية خلال الحرب الباردة، واستنكر الشيوعيين المشتبه فيهم والفعليين ضمن حركة الحقوق المدنية. وقد انتقده بعض يساريي حركة الحقوق المدنية، مثل ديزي بيتس، وبول روبسون، وو. ي. ب. دو بوا وروبرت ف. ويليامز، وفرد شوتلزوورث، بسبب نهجه المتحفظ، وشكوكه في المنظمات الشعبية، وموقفه الاسترضائي تجاه مقاومة الشيوعية البيضاء.
قام ج. إدغار هوفر ووزارة الخارجية بالتواطؤ مع الجمعية وويلكينز (الذي كان رئيس التحرير في مجلة ذا كرايسيس، المجلة الرسمية للجمعية) بتوزيع نشرة كتبت باسم مستعار في أفريقيا. كان الهدف من المنشور هو نشر آراء وصحافة سيئة عن الفنان والسياسي الأسود الراديكالي بول روبسون في أنحاء أفريقيا.

## الموقف من الحرب والمشاركة العسكرية
كانت حركة الحقوق المدنية في ذروتها خلال فترة رئاسة جون ف. كينيدي وليندون جونسون. تجاهل العديد من أعضاء الجمعية وغيرها من مجموعات الحقوق المدنية الشؤون الدولية من أجل التركيز على القضايا الداخلية في الولايات المتحدة.
بقي ويلكينز وفيا لقيمه الليبرالية ونقلها إلى البيت الأبيض أثناء عمله في الجمعية. منحت صداقة ويلكينز ومراسلاته المستمرة مع جونسون منصة أكبر للتحدث عن جهود الحرب والسياسات التي تؤثر على الحقوق المدنية.
شكلت وجهات نظره حول مشاركة أفراد الجيش السود في الخدمة الأمريكية نقطة خلاف بينه وبين قادة الحقوق المدنية البارزين. ركز ويلكينز على ما يمكن للأمريكيين من أصل أفريقي الاستفادة منه في الخدمة العسكرية، في الوقت الذي التزم فيه الناشطون ومجموعات الحقوق المدنية الصمت أو تحدثوا علنا ضد حرب الفيتنام.
اقترح مقال نُشر في المجلة الغربية لدراسات السود إلى أن قوات السود قاتلت من أجل المساواة في الولايات المتحدة كما فعلت في خارجها. وأكد ويلكينز على الفوائد المالية للخدمة في الجيش بجانب أهمية مشاركة المواطنين الأمريكيين من أصول أفريقية في أول جيش أمريكي متكامل.
اعتُرف بجهود ويليكنز في تعزيز المساواة في مجال الشؤون الدولية في عام 1967 عندما حصل على وسام الحرية الرئاسي من قبل ليندون جونسون.

## الإرث
ذكر جيل سكوت-هيرون، ويليكنز في أغنيته المشهورة من فن «الكلمة المنطوقة»، «الثورة لن تُبث على التلفاز». أشير إلى ويلكينز في سنواته الأخيرة باسم «رجل الدولة الكبير» في حركة الحقوق المدنية.
تأسست جائزة روي ويلكينز الشهيرة للخدمة في عام 1980 لتقدير أفراد القوات المسلحة والذين يجسدون روح المساواة وحقوق الإنسان.
نُشرت السيرة الذاتية لويلكينز «القيام سريعا: السيرة الذاتية لروي ويلكينز» بشكل كامل في عام 1982. وغُيرت اسم قاعة ساينت بول إلى ويليكنز في عام 1985.
تأسس مركز روي ويلكينز للعلاقات الإنسانية والعدالة الاجتماعية في كلية هوبير همفري للشؤون العامة بجامعة مينيسوتا في عام 1992.
أصدرت دائرة البريد الأمريكية في عام 2001، 34 طابع سنت تكريما لويليكنز. وأدرج موليفي كيتي أسانتي، ويلكينز في عام 2002 ضمن قائمته لأعظم 100 أمريكي من أصل أفريقي.
سمي مركز روي ويلكينز الترفيهي في جامايكا في كوينز في نيويورك باسمه باعتباره مقياسا عاما وثقافيا فريدا لكل مدينة نيويورك.
ومُثلت شخصيته من قبل جو مورتون في الفيلم «أول ذاواي».

## وصلات خارجية
- روي ويلكينز على موقع الموسوعة البريطانية (الإنجليزية)